# Драгутин Гостушки
Драгутин Гостушки (Београд 3. јануар 1923 — Београд, 21. септембар 1998) био је српски композитор и музиколог.

## Увод
Рођен је у Београду где се и школовао: матурирао је у Трећој мушкој гимназији и похађао Музичку школу Мокрањац. Дипломирао је на два факултета: историју уметности на Филозофском (дипл. рад Париска школа и српско сликарство, 1950), и композицију и дириговање на Музичкој академији, у класи професора Миленка Живковића (дипл. рад Београд, симфонијска поема, 1951). На позив академика Петра Коњовића, 1952. године. Изабран је за асистента у Музиколошком институту САНУ. До 1958. године руководио је и Библиотеком Института.

## Музиколог
Студирао је композицију на Музичкој академији у Београду и дипломирао 1951. а упоредо историју уметности на Филозофском факултету, где је докторирао 1965. Научни саветник Музиколошког института САНУ, а касније и директор (1974—78).
На позив академика Петра Коњовића, 1952. године изабран је за асистента у Музиколошком институту САНУ. До 1958. године руководио је и Библиотеком Института. У звање научног сарадника унапређен је 1961. године, пошто је специјално формирана Комисија (Миленко Живковић,
Богдан Миланковић) прихватила као хабилитациони његов рад из области теорије ритма – Контрола музичког времена. Докторирао је 1965. године на Филозофском факултету (Уметност у еволуцији стилова, дисертација рађена без ментора). Исте године унапређен је у звање вишег научног сарадника, док је звање научног саветника стекао 1974. године. Као музиколог, Гостушки је континуриано неговао две комплементарне линије: теоријско-научни, и рад у области уметничке критике. Најзапаженији резултати научног рада припадају пољима теорије музике и компаративне естетике. Синтезу својих погледа изложио је у монографији Време уметности (1968). Избор значајних текстова обухваћен је другом његовом књигом – Уметност у недостатку доказа (1977).
Музиколошке студије, филозофске и уметничке есеје, као и историјске прегледе савремене југословенске музике објавио је у иностраним (Musical Quarterly, Atlantic, Fenerate, International Review of the Aesthetic and Sociology of Music) и домаћим часописима (Звук, Дело,
Летопис Матице српске). Од 1963. до 1968. године радио је као референт и редактор периодичне публикације Свеске Института за теорију књижевности и уметности (данас Институт за књижевност и уметност). Био је такође члан редакција Уметничке ревије, културне Данас, часописа Култура, и члан савета Encyclopedia-е moderna-е.У периоду од 1974. до 1978. г. обављао је функцију директора Института.

## Композитор
Компонује умерено модерна, претежно лирски обојена дела, служећи се понекад и стилизованим обележјима фолклора. Проучавао је естетске проблеме уметности. Написао је монографију Време уметности (докторска теза 1968), и збирку есеја Уметност у недостатку доказа Београд 1977. и више студија и чланака. Као композитор, Гостушки је био активан до почетка шездесетих година.
Његов жанровски разноврстан композиторски опус обухвата око четрдесет дела. Најуспелије композиције доживеле су велики број извођења (хорске минијатуре Scherzo in “SCH” и Еlegia in “О”, обе из 1973), биле су награђене у земљи и у иностранству (симфонијски Scherzo, 1949; балет Реми, 1960; Трио за клавир, виолину и виолончело, 1950) и уврштене су у нотне и дискографске антологије југословенске музике (соло песма Смијешно чудо, 1947; Concerto accelerato за виолину и оркестар, 1961).Zloković, Nada.
Поред двомесечног студијског боравка у Паризу, где је боравио као стипендиста (1955), учествовао је на већем броју научних скупова и музичких манифестација у земљи и иностранству ( Минхену, 1950; Париз, 1959, 1968; Варшава, Краков, Катовице и Гдањск, 1958; Будимпешта и Токио, 1961; Арецо,1962; Берлин, 1963; Копенхаген, 1972; Букурешт, 1972; Брно, 1973).
Уметничком, и, посебно – музичком критиком, бавио се од почетка педесетих година. Текстове је најпре објављивао у листовима Република, Борба, Политика и НИН, потом је водио рубрику музичке критике у Борби (1957–1960; 1967–1970), да би почетком седамдесетих година постао стални дописник НИН-а. Интегрални опус уметничке критике обухвата око 400 текстова, посвећених не само актуелним музичким, ликовним и позоришним догађајима, већ и генералним уметничко-теоријским и естетичким темама.
Био је ангажован и на многобројним стручним, селекторским и друштвеним пословима. Почетком шездесетих (1962) изабран је за члана Интернационалног комитета за уметност са седиштем при UNESCO-у Паризу. Био је сарадник југословенске Комисије за културне везе са иностранством, члан Градског одбора за културу у Београду, члан комисије за културно-историјске науке Републичке заједнице за научни рад, члан Комисије за капитална дела Републичке заједнице културе. Осим тога што је био члан Савета Београдске филхармоније, Коларчевог народног универзитета,Културног центра Београда и Музичке академије, био је такође један од иницијатора и члан Савета Београдских музичких свечаности (БЕМУС-а), председник и вишегодишњи члан Селекционе комисије Октобарског салона, члан организационог одбора Седмог Београдског џез фестивала (1977) и Уметничке комисије Југословенских хорских свечаности (Ниш).
Присно је сарађивао и са електронским медијима, посебно са Телевизијом. У опусу телевизијских емисија издваја се серија Рађање српске музичке културе (осам емисија, уредник Снежана Николајевић, 1986–87). Пензионисан је 3. јануара 1988. године. Преминуо је 21. септембра 1998

По њему се зове Основна школа за музичко образовање "Др Драгутин Гостушки" Пирот.

## Дела
- Балет: Реми 1955.;
- Симфонијска поема Београд 1951;
- за виолину и оркестар 1961;
- Klavirski trio 1950;
- Scherzo in Š за хор
- Соло песме Још
- На ноћишту (Ђура Јакшић:
- Смешно чудо.